# Fortaleza de Klis
A Fortaleza de Klis (em croataː tvrđave Klis) é uma antiga fortificação militar, que teve o início de sua construção no século III a.C, pelos Ilíricos. Está localizado no munícipio de Klis, na região de Split, na Croácia. Devido a sua posição estratégica, que vigiava a única rota terrestre entre a costa de Split e o interior da Dalmácia, a fortaleza foi uma das fortificações mais importante da Croácia.
A fortaleza ficou mundialmente conhecida após fazer parte do cenário da série Game of Thrones, passando de 12.000 visitantes no ano de 2015 para mais de 100.000 visitantes no ano de 2019.

## História
Durante o século II a.C., ilírios da tribo Delmati construíram o primeiro forte no penhasco para servir de ponto militar durante os conflitos com os romanos. A fortaleza pertenceu ao rei croata Mislav entre os anos de 835 e 845, e ao rei croata Trpimir entre os anos de 845 e 864. E ficou em posse dos húngaros-croatas até meados do século XVI.
Em março de 1242, o rei Bela IV e sua família se refugiaram na fortaleza, e os tártaros a cercaram na intenção de capturar o rei. Mas não conseguiram invadi-la.
Durante os anos de 1526 e 1536, a fortaleza resistiu aos cercos turcos, mas no ano de 1537, a fortaleza foi tomada pelos otomanos.
Em abril de 1596, os nobres Ivan Alberti e Nikola Cindra conseguiram tomar a fortaleza dos otomanos e esperaram ajuda papal chegar com o exército, munições e suprimentos, mas os venezianos, que dominavam a costa, proibiram a entrada dos navios papais ao porto de Split. Os otomanos cercaram a fortaleza com aproximadamente oito mil soldados contra mil soldados defensores sem suprimentos e munições. Em 31 de maio de 1596, os defensores perderam a fortaleza para os otomanos.
Em 31 de março de 1648, durante a Guerra cretense, o exército veneziano sob o comando do general Leonard Foscola, juntamente com os croatas, cercaram a fortaleza com mais de 10.000 soldados, e após dez dias de luta, os otomanos se renderam e entregaram a fortaleza. Sob o domínio dos venezianos, a fortaleza passou por restaurações e forte ampliação.
No ano de 1797, com a queda da República de Veneza, os austríacos dominam o forte, e por um breve momento os franceses tomam o forte. E, em 1813, os austríacos retomam a fortaleza. Após a Primeira Guerra Mundial, com a queda da monarquia austro-húngara em 1918, o serviço militar na fortaleza foi abolido. E a fortaleza passou a pertencer ao reino dos sérvios, croatas e eslavas (Iugoslávia).
Entre os anos de 1941 e 1944, durante a Segunda Guerra Mundial, exércitos alemães e italianos ocuparam a fortaleza. E no ano de 1990, a Fortaleza de Klis recebe a bandeira da Croácia.

## Construção
Na parte mais elevada do penhasco se encontra a defesa mais significante da fortaleza. Foi nesta região que se deu as primeiras construções do forte, iniciada pelos ilíricos. Com o tempo, a fortaleza se expandiu para a região mais central do penhasco, onde foi separada com muralhas e bastiões. E depois se expandiu para a região oeste do penhasco, que foram parcialmente demolidos pelos venezianos em 1648. Atualmente, a maioria das estruturas que compõe a fortaleza são construções do período veneziano e austríaco.
- Primeiro Portão - foi construído na década de 1820, pelos austríacos. Atualmente apresenta um portal semicircular com uma parede baixa em seu topo. Antigamente, possuía um portão com duas faces de madeira de folhas duplas, fechaduras e travas. Entre as faces do portão era possível preencher com terra, em períodos de conflitos, para amortecer os disparos de canhões. Antes do portão dos austríacos, havia uma entrada simples, feita pelos venezianos, denominada de Porta del Primo Recinto.[5][7]
- Segundo Portão - anteriormente, era uma entrada medieval que foi danificada em 1648. Os venezianos a reconstruíram com um terraço no topo e foi denominada de Porta del Secondo Recinto.[5][7]
- Terceiro Portão - o acesso ao Terceiro Portão se dá através de uma escadaria feita de lajotas e uma guarita. Em frente ao portão há uma área defensiva, chamada de Barriera, cercada por paredes com brechas estreitas.[7]
- Posto avançado - também chamado de Posição Tenaglie, tinha o objetivo de proteger o Primeiro e o Segundo Portão. Era o ponto mais frágil da fortaleza, que os venezianos tiveram que reconstrui-la por diversas vezes. Nesta área era usado artilharia de cerco.[7]
- Torre Bastionata - foi construída em meados do século XVIII e finalizada em 1763, possui formato retangular irregular e se localiza no canto sudeste do Terceiro Portão. Foi construída com o objetivo de defender o Terceiro Portão e a área de Varoš.[5][7]
- Baluarte Megdan - interliga a Torre Oprah e a Posição Scala. Foi construída com várias brechas e uma trilha estreita para os guardas passarem. Anteriormente ao século XVII, o baluarte era mais baixo e possuía seu topo dentado.[7]
- Torre Oprah - chamada pelos otomanos de Torre Pasha e pelos venezianos de Torretta, Era a parte mais importante do lado oeste da fortaleza. Os venezianos a restauraram por diversas vezes e construíram a coroa em seu topo.[5][7]
- Posição Scala - foi construída em formato quadrangular irregular, cercado por paredes finas. Antigamente, as paredes possuíam brechas. Posteriormente, ampliaram as aberturas para posicionar os canhões.[7]
- Quartel de artilharia - foi construído pelos austríacos na década de 1820, com acesso em rampa curva. No ano de 1931, o segundo pavimento foi demolido.[7]
- Posição de arsenal - foi construída em meados do século XVII. Os venezianos usaram o local para armazenar ferramentas e os austríacos usaram para armazenar canhões. Atualmente só restam as ruínas. Neste local há ainda uma das cisternas de água mais antiga da fortaleza.[5][7]
- Pequenos quartos - foi construído pequenas edificações na parte superior da posição de arsenal, acessada por escadas. Serviu como acomodação de oficiais e soldados.[7]
- Quarto de Knez - também conhecido como Knesi Cucha (aposentos de Knez), Alloggio del Proveditor (residência do Provedor) ou Palazzo del Proveditor (palácio do Provedor). Foi construído em um penhasco rochoso na parte norte da posição de arsenal sobre as fundações de edifícios antigos. No térreo se encontrava uma chancelaria, depósitos e quartos para oficiais, guardas e servos; e no pavimento superior tinha as salas de oficiais, a recepção, sala de estar, sala de serviço, cozinha e despensa. No século XIX, os austríacos fizeram restaurações na edificação e acomodaram comandantes e engenheiros militares.[5][7]
- Posição Maggiore - é a segunda maior área da fortaleza e foi cercada com muros altos e com aberturas para os canhões. Na década de 1820, os austríacos construíram um armazém de pólvoras no canto noroeste desta área. [7]
- Posição Šperun - esta área era usada para vigiar a estrada do leste e a colina Ozrna. Possuía uma torre alta que foi destruída, e atualmente, nesta área, só restou parapeitos baixos com brechas.[7]
- Entradas secretas - foram construídas duas passagens secretas na região sul da fortificação, no baluarte acima de Varoš.[7]
- Igreja de São Vito - foi construída em 1537, sobre as fundações de uma igreja medieval e possui arquitetura em estilo islâmico. No ano de 1648, os venezianos converteram a mesquita otomana na Igreja de São Vito. Anteriormente havia três altares na igreja: o altar principal dedicado ao padroeiro São Vito, o altar da Virgem Maria e o altar de Santa Bárbara. Atualmente só resta uma bacia barroca, do século XVII, embutida com moldura de pedra; à direita da entrada, há uma bacia pequena para a água benta, datada de 1658; acima da entrada, há uma pedra com inscrições em latim, que significa "1743, o que a fé construiu, a fé preservará".[5][7]
- Bastiões Bembo e Malipiero[7]
- Fortificações laterais[7]
- Cisternas de água[7]

## Turismo
A fortaleza está aberta ao público, com entrada paga. Há dois museus, um voltado para as guerras militares, e outro voltado para história medieval da Croácia. Durante o verão, são realizados shows e peças de teatro, e membros da unidade histórica Klis Uskoks oferecem aulas gratuitas de esgrima e arco e flecha.

## Galeria de fotos

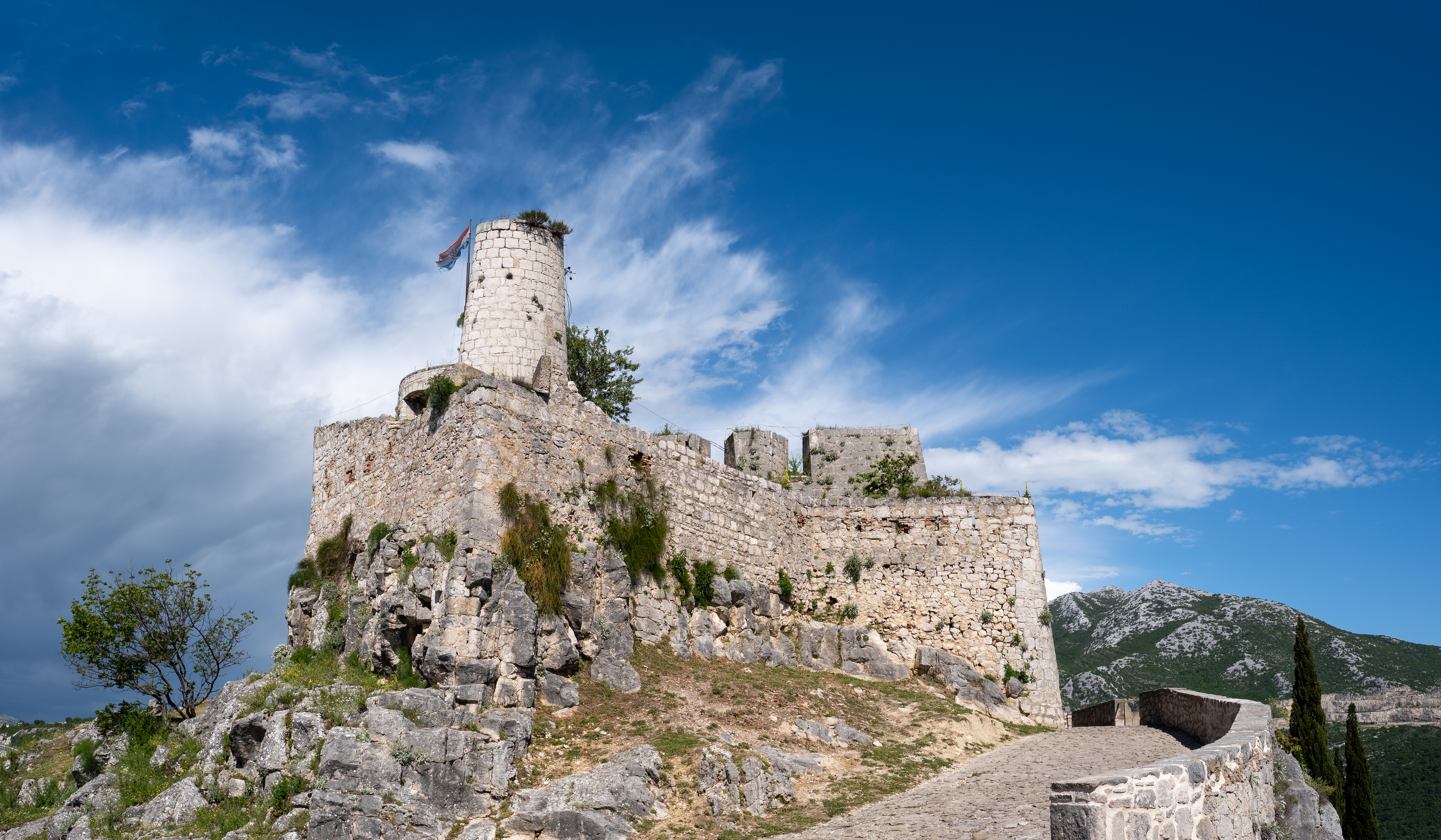
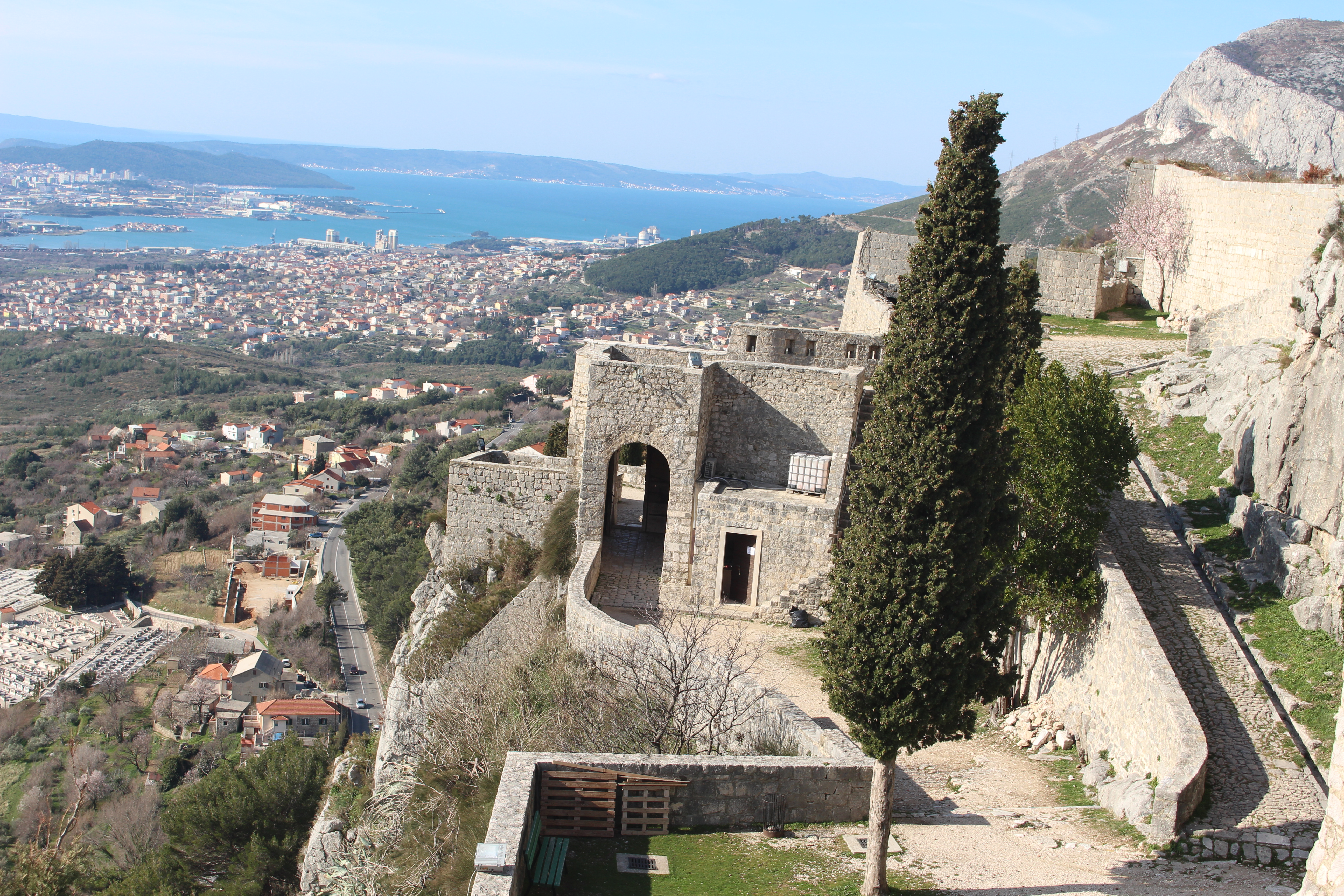
Vista da costa
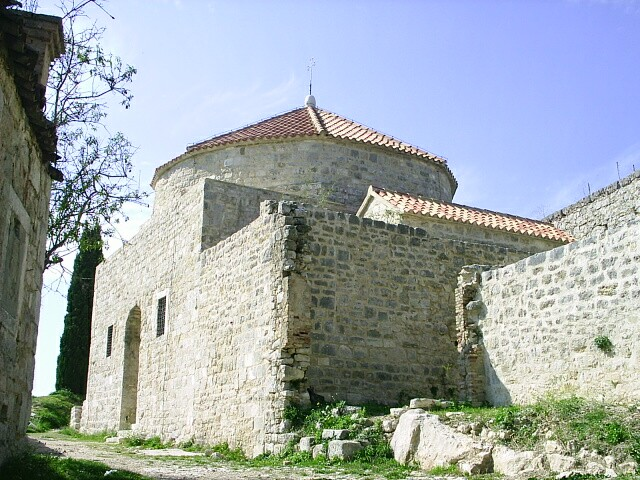
Igreja de São Vito
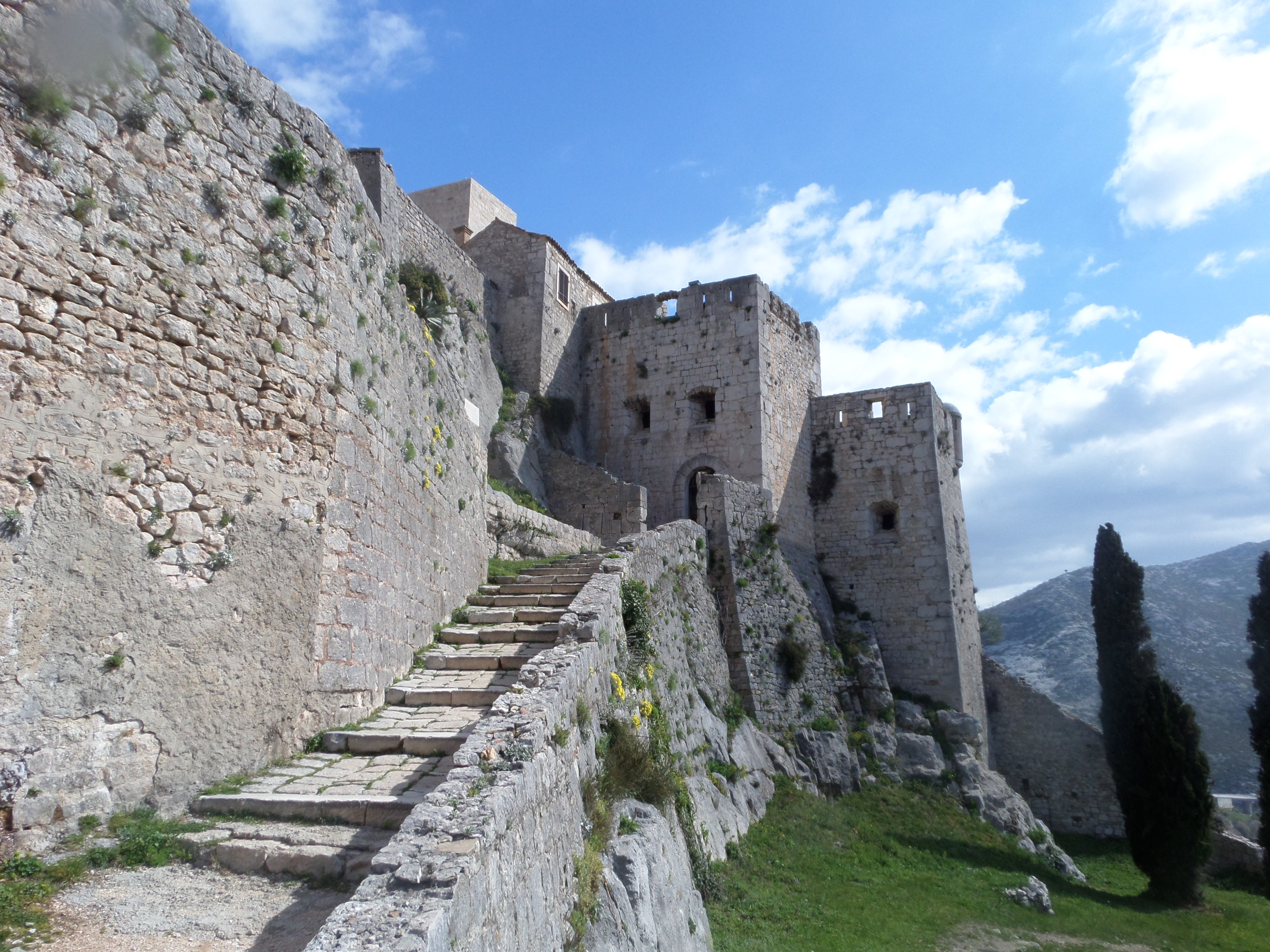
Terceiro Portão
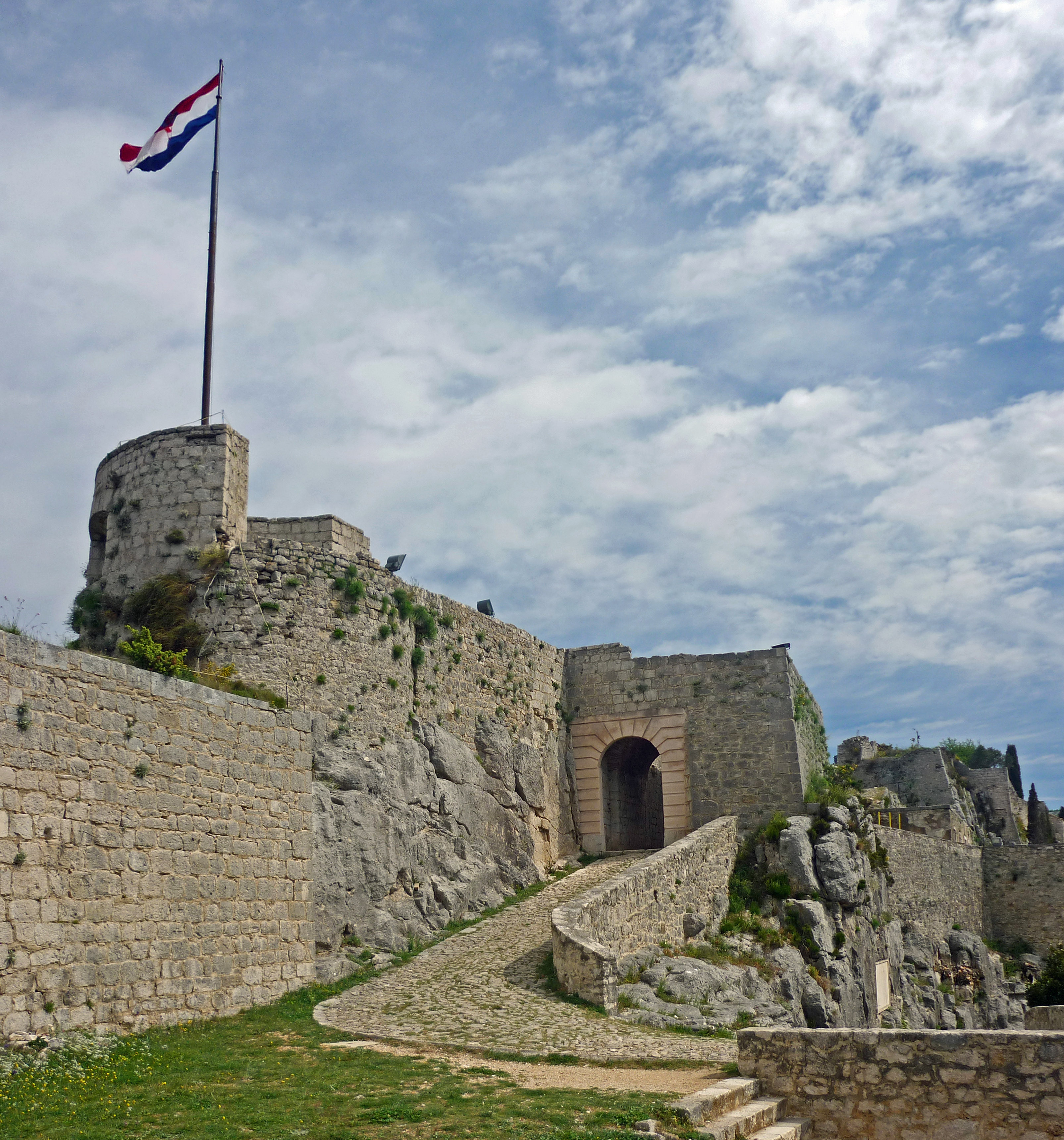
Segundo Portão
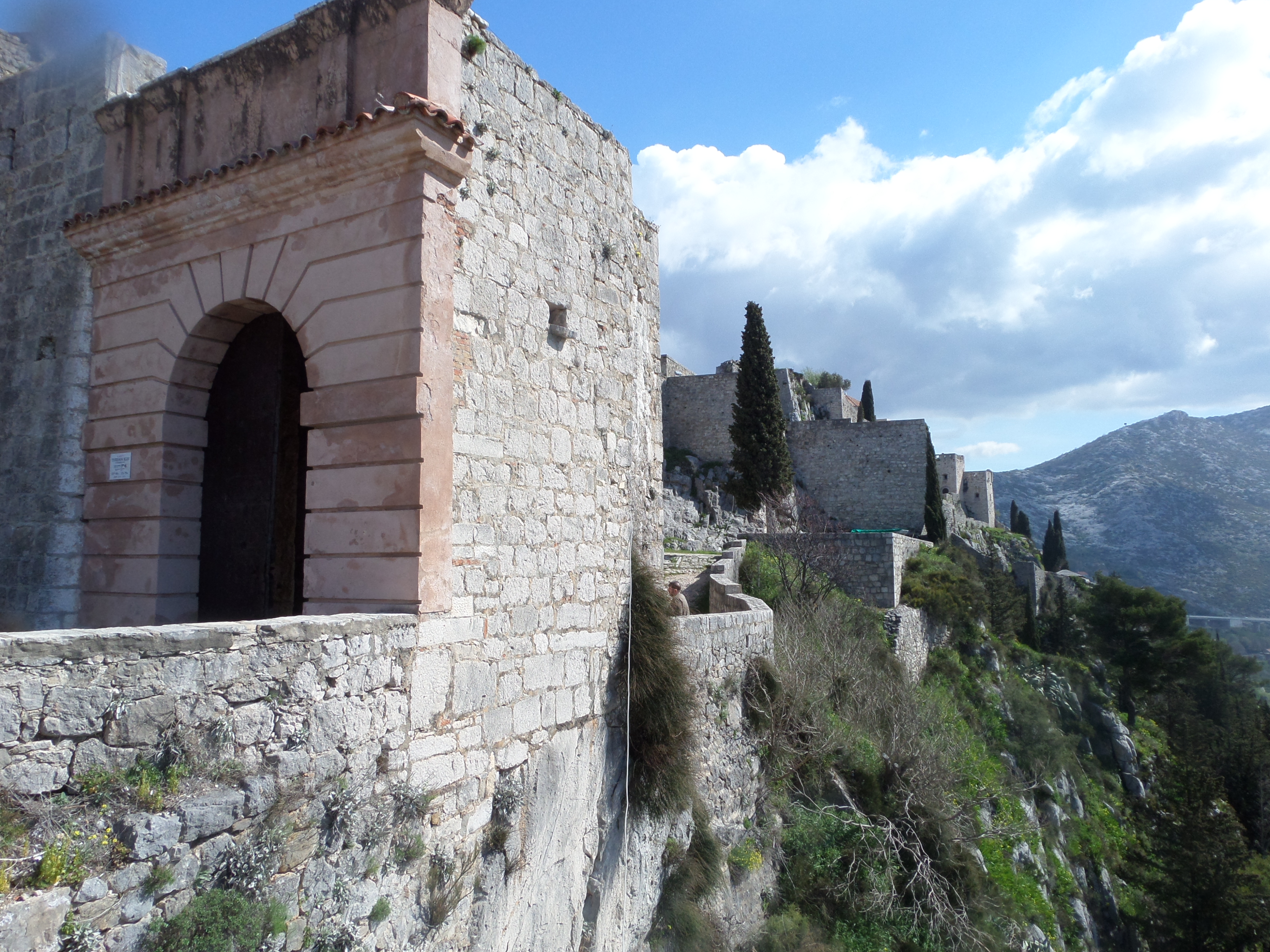
Primeiro Portão